# Blyth Daly
Pour les articles homonymes, voir Daly.
Blyth Daly, également orthographié Blythe Daley (5 décembre 1901 - 16 octobre 1965) est une actrice de Broadway, qui apparait dans plusieurs films muets et sonore. 

## Biographie
Blyth Daly est la fille de l'acteur de théâtre Arnold Daly et de Mary Blythe. Sa mère se remarie, en 1915, avec Frank Craven, qui encourage Blyth à poursuivre sa propre carrière d'actrice. 
Le statut social élevé de ses parents lui permet d'entrer dans les cercles des élites de la société des deux côtés de l'Atlantique, l'une des « Pretty Young Things » de la haute société britannique  et une « Flapper »  (Garçonne) dans la haute société américaine. 
En 1919, Frank Case (en), directeur de l'hôtel Algonquin à New York, commence à accueillir  le groupe d'écrivains et d'acteurs américains, surnommé l'Algonquin Round Table, avec Edna Ferber, Tallulah Bankhead, Harpo Marx, Dorothv Parker, Heywood Broun, Alexander Woollcott, Noël Coward et d'autres. Daly, n'est pas membre de ce groupe, mais elle y participe grâce à ses relations avec Tallulah Bankhead, Estelle Winwood et Eva Le Gallienne. Elles sont surnommées Les Quatre Cavaliers de l'Algonquin,, en référence à la fois à l'Algonquin Round Table et au film de 1921, Les Quatre Cavaliers de l'Apocalypse.
En 1924, elle apparait à Broadway dans New Brooms de Robert Keith et de son beau-père Frank Craven.
Elle s'installe ensuite en Californie. En 1925, elle mord Charlie Chaplin à la lèvre inférieure quand il l'importune sexuellement, n'acceptant pas le non-consentement quand il se rapproche pour lui voler un baiser,,.
En janvier 1933, Blyth reprend à Hollywood son rôle de Broadway Bridal Wise qui avait été mis en scène par son beau-père Frank Craven.
Elle joue de nombreux petits rôles dans les premiers films muets (toujours non crédités). Des années 1930 aux années 1950, elle fait de nombreuses petites apparitions dans des films muets puis parlants, mais cela diminue au fil du temps, alors qu'elle ne réussit pas à percer dans les rôles vedettes ou les seconds rôles. Dans les années 1960, elle disparait pratiquement, à l'exception d'un rôle mineur dans The Chapman Report (1962).
Elle fait de nombreuses apparitions dans  des feuilletons radiophoniques et des publicités.

## Théâtre
- 1920 : Charm School, au Bijou Theatre, 2 aout, Sally Boyd[11],[12].
- 1924 : New Brooms, de Robert Keith et Frank Craven, au Fulton Theatre, 17 novembre, Geraldine Marsh[6].
- 1925 : Outside Looking In, de Maxwell Anderson, au Greenwich Village Theatre (en), 7 septembre, Edna, une fille en cavale qui se déguise en garçon[13],[14],[15].
- 1927 : Sirocco, pièce de Noël Coward, au Daly's Theatre (en) à Londres, Francine Trott[16].
- 1929 : Ladies Leave, au Charles Hopkins Theatre, Zizi Powers.
- 1931 : Lean Harvest [17].
- 1931 : Two Seconds, au Ritz Theatre, Shirley Day[1],[11].
- 1932 : Bridal Wise, de Frances Goodrich et Albert Hackett, au Cort Theatre à Broadway, mise en scène de Frank Craven[1],[11] puis au El Capitan Theatre à Hollywood, première le 22 janvier 1933, mise en scène de Russell Fillmore, Babe Harrington[10].

## Filmographie
- 1930 : Son homme , une dance hall girl[18].
- 1934 :That's Gratitude, Nora[19],[20].
- 1947 : It's a Joke, Son!, une des filles de Dixie
- 1951 : Agence Cupidon, réceptionniste
- 1954 : Une étoile est née, Miss Fusselow
- 1962 : Les Liaisons coupables.

## Vie privée
Daly est bisexuelle, tout comme Tallulah Bankhead et Eva Le Gallienne, bien connue dans la communauté des acteurs comme étant lesbienne,. Elles sont devenues des amies proches et des associées pendant des décennies, mais des trois, la carrière d'acteur de Daly ne décolle jamais.
Pendant des années, ses aventures amoureuses et ses rumeurs de fiançailles ont figuré dans les colonnes des journaux et les tabloïds dont une avec l'héritier à la fortune de Tiffany.
Daly meurt le 16 octobre 1965, à l'âge de 63 ans.